# Sebastian Ziani
Sebastian Ziani (Velence, 1102 – Velence, 1178. április 13.) volt a Velencei Köztársaság harminckilencedik dózséja. Elődje, II. Vital Michele dózse tragikus lemondatása után négy hónapig interregnum állt be a következő dózse megválasztásáig. Végül a köztársasági intézmények átrendezésével a kereskedőváros egyik leggazdagabb családjának fejére, Sebastianra szállt a dózse hatalma. A korabeli krónikák szinte kivétel nélkül megemlítik a hatalmas kontrasztot Vital és az ő uralkodása között. Ziani valóban nagy hatású dózse volt, akinek sikerült helyreraknia a zavaros külügyek jó részét, és ráadásul a város mai képének atyjaként tisztelik őt mind a mai napig.

## Interregnum és végül a választás
Velence már századok óta csak ügyes és okos külpolitikájával tudta megtartani függetlenségét, és a korabeli nagyhatalmak között egyedül így tudta fenntartani önállóságát. Ezért aztán nem csoda, ha a kicsiny köztársaság lakói nehezen tudták elviselni, ha az általuk választott dózse nem vált be, és egyre mélyebbre ássa a várost külkapcsolataiban. II. Vital Michele dózsénak ezért kellett távoznia, hiszen a város keleti és nyugati kapcsolatai egyaránt romokban hevertek, és Michele vezetésével egyre csak mélyült ez a gödör.

1172 májusában betelt a pohár és a város legtehetősebb nemesei lázadást kezdeményeztek a dózse ellen, akit a San Zaccaria-kolostorban meggyilkoltak. Ezután a legnagyobb vagyonnal és befolyással rendelkező családok fejei összeültek, és valamivel több, mint négy hónapon keresztül tanácskoztak a dózse megválasztásának kérdéséről. Az ekkor tizenegy főből álló Bölcsek Tanácsa úgy döntött, hogy a népgyűlés (olaszul: Assemblea Generale) nem képes megfelelően dönteni a város vezetőjének megválasztásáról. A tanács ezt a mondatot Michele dózséval indokolta meg a nép előtt, akik lassan megbarátkoztak a gondolattal, hogy választói jogukat el fogják veszíteni. A tanács úgy döntött, hogy a dózse megválasztásának joga egy újabb nemesekből álló intézményre, a Consiglio Maggiorra szállt.
1172 októberének elején az új törvények értelmében összeült hát a Nagytanács, hogy megválassza a város új vezetőjét, amely az európai események miatt egyre sürgetőbb volt. A Dandolo és a Ranieri családok támogatásával Sebastian Ziani lett a velencei állam harminckilencedik dózséja. A választás után a krónikák szerint a tanács a következő szavakkal mutatta be a lagúnák népének urát: "Questo xe misser el Doxe che ve piaxa o'no me piaxa" (Vagyis: Ez itt dózse uratok, akár tetszik akár nem).

A hozzávetőlegesen 1102-ben született Sebastian akkoriban a kereskedőváros leggazdagabb embere volt. Hatalmas vagyonát nem éppen a legtisztességesebb és legbecsületesebb módon szedte össze, hiszen sok éven keresztül borsot csempészett Európa minden tájára és ezt a bevételt uzsorakamatokkal is megtoldotta. A bizarr múlttal rendelkező dózse azonban a korábbi évek tapasztalatai nyomán furfanggal és éleslátással látott neki a velencei politika felemeléséhez.

## Sebastian, a béketeremtő dózse
Az új törvények szerint megválasztott dózsénak nem volt egyszerű feladata. A Serenissima bel- és külügyei egyaránt romokban hevertek, reformokra és erős vezetőre volt szükség. A legújabb rendszerben persze a dózsénak nem volt meg a korábbi korlátlan hatalma, hiszen szinte semmit sem tehetett a Nagytanács engedélye nélkül. A korabeli velenceiek úgy mondták, hogy egy ember mond ítéletet, de sokan döntötték azt el. Mégis ez a politikai reform biztosította Velence stabilitását, és az ekkor megalkotott rendszer kisebb-nagyobb változtatásokkal a Velencei Köztársaság fennállásáig megőrződött.
Zianinak elsőként a köztársaság forrongó belső ügyeit kellett elsimítania. Velencét több kérdés is megosztotta. Egyrészt a lázadásban meggyilkolt Michele dózse rokonai, az őt támogató gazdag családok lázongtak, másrészt majdnem minden tehetősebb velencei polgár, aki kirekesztve érezte magát a dózse megválasztásának folyamatából. Az új rendszer ellen a város szinte egy emberként tüntetett. Ez csak kisebb részben volt annak köszönhető, hogy sokan úgy érezték, joguk lenne beleszólni a köztársaság irányításába. Sokkal nagyobb ellenérzést váltott ki a köznép haragja, mivel a korábban általuk megválasztott dózse a mai Szent Márk-tértől a Rivo Altóig (ma Rialto) pénzt osztott a közkincstárból. 

Sebastian elsőként az ellene irányuló nyugtalanságot akarta megfékezni, így a hagyományoknak megfelelően a bazilika előtti térről indulva szintén pénzt szórt a nép közé. A pozzettonak nevezett rövid menet központjában egy olyan pénzzel teli ládát cipeltek, amely két rúdon nyugodott. Ennek tartalma a Rivo Alto felé egyre csökkent. A városi nemesség tehát már nem tudta lázítani a köznépet a dózse és az új rendszer ellen, ezért lassan elültek az indulatok. 

Ezek után Zianinak a kényes dózse-gyilkosság ügyében kellett igazságot szolgáltatnia. A lázításban maga Sebastian is részt vett, és családja, politikai támogatói is jelentős részt vállaltak Michele dózse elűzésében. Végül Ziani úgy döntött, hogy a törvény pallosa a gyilkosságot valóban elkövető fejére sújt le, a többiek enyhébb figyelmeztetéssel esetleg bírsággal megúszták a dolgot. A gyilkost nyilvánosan lefejezték.

## Külpolitikája
A hetvenes éveiben járó dózse korábbi kereskedői múltjából sokat hasznosítva újra meghatározó politikai tényezővé tette meg Velencét. A kiváló gondolkodású dózsét azonban a remek velencei diplomaták és követek emelték a kiváló kapcsolatépítők közé. Elsőként a súlyos bizánci konfliktust kellett feloldani. Ziani engedélyezte a bizánci kereskedőhajóknak az Adriai-tengeren való hajózást, sőt a velencei flotta védelmét is felajánlotta I. Mánuel császárnak. A béke értelmében a Konstantinápolyban lefoglalt velencei javak, és a város kereskedőtelepe ismét megkapta azokat a kedvezményeket, amelyeket a vetélytársak is megszereztek akkorra.

Itáliában már sokkal nehezebb dolga volt Sebastiannak, hiszen a több kicsi hatalom mellett a pápaság és Barbarossa Frigyes Német-római birodalma vívott komoly harcokat. Velence 1167. december 1-jén több itáliai várossal együtt megkötötte a Pontida-i szerződést, amely Lombard Liga néven vált ismertté, és a császár hódító tervei ellen szövődött. A ligát III. Sándor pápa is támogatta, hiszen a német befolyás elkerülése miatt a császár véleményét mellőzve választották meg Sándort Rómában, így a császár nem akarta elismerni az egyházfőt. A vita 1176-ban háborúba torkollt. Velence a szövetség tagjaként tengeri blokád alá vette Ancona városát II. Vilmos, szicíliai király flottájának segítségével, hogy ezzel a császáriak kezén lévő legfőbb kikötőt lefoglalja, és jelentős erőket tartson lekötve. 1176. május 29-én a liga Legnanónál vívta meg döntő ütközetét Frigyessel, amelyben a császár veszített, és békére kényszerült az itáliai városokkal és a pápával is.

### Legnano után
A liga legnagyobb hatalmú tagja III. Sándor pápa volt, aki akkoriban sokat járta az itáliai félszigetet, hogy szövetségeit megerősítse, és a császár kémjeitől hemzsegő Rómában sem érezhette magát biztonságban. Sándor igen gyakran vendégeskedett Sebastian udvarában, és többször is misézett a Szent Márk-bazilikában. A legnanói csata után szinte nem is volt kérdés, hogy a béke részleteit Velencében fogják megtárgyalni.
A kereskedővárosnak tehát sikerült elhárítania a nyugati gátakat is, bár ez csak háborúval volt lehetséges, mégis majdnem Velence nyerte a legtöbbet ebben a háborúban. 1177. július 24-én a városba érkezett Barbarossa Frigyes, Sándor pápa és Itália legjelentősebb uralkodói, politikai vezetői. A több héten át elnyúló béketárgyalások hatalmas hasznot hajtottak a velencei kereskedők malmára, hiszen Frigyes egész udvara nem szűkmarkúskodott. A legenda szerint a békét a Szent Márk-székesegyházban kötötték meg. Sebastian dózse lovon érkezett meg a bazilika előtti térre, ahol Frigyes császár a ló kantárját megragadva körbevezette a diadalmas dózsét a téren. Amikor a bazilika lépcsőin álló pápához értek, Frigyes megcsókolta Sándor térdét. A legendás béke ugyan nem tartott sokáig Róma és a császárság között, Velence sokat profitált a nyugat felé is megnyíló kereskedelmi utakból.

## Belügyek és városrendezés
Miután megszületett a béke, és a hatalmasságok elhagyták a várost, Sebastiannak gyakorlatilag ismét korlátlan hatalma volt, hiszen a nép annyira ünnepelte, hogy a Nagytanács sem igazán mert ellent mondani neki. Ezt kihasználva Ziani kissé megbolygatta a frissen lefektetett választási törvényeket. A tizenegyek szerepét meghagyta, de úgy rendelkezett, hogy a Nagytanácsnak ezen túl négy embert kell kiválasztania, akik majd további negyven embert választanak ki, és ez a negyven velencei fogja majd eldönteni, hogy ki legyen az új dózse. A törvény osztatlan sikert aratott a mindezidáig kirekesztettként kezelt városi nemesség körében. 
Mindemellett fontos megjegyezni, hogy Sebastian hivatali ideje alatt megszállottja volt a város átépítésének. Uralkodásának kicsit több mint hat esztendeje alatt jelentős változásokon ment keresztül Velence. Elsőként azt vette észre, hogy a Canal Grande mentén felépült bazilika és a Dózse-palota, a hozzá tartozó központi hivatalokkal túlságosan közel esik a csatornára települt hajógyárakhoz, dokkokhoz. Az innen áramló zaj elviselhetetlen volt, ezért a dózse úgy döntött, hogy a kormánynegyedből kitiltja ezeket az építményeket. Uralma első éveiben a palota környékéről eltűntek a gyárak, és egy távolabbi szigetre települtek át. Helyükre a város gazdag nemesei építkeztek. A környék rendezésekor újjáépíttette magát a palotát is. Több sólepárlót is alapított a lagúna egyes szigetein, mégis a legfontosabb építészeti megoldása a Szent Márk-tér létrehozása volt. A bazilika és a palota homlokzata felé eső területen Ziani felvásárolt minden palotát, majd lebontatta azokat, és helyükre egy tágas teret építtetett, amelynek tenger felé néző részét két hatalmas szoborral zárta le. Ezek mind a mai napig láthatóak, hiszen ezeken áll ma a Márk-oroszlán és Szent Tódor szobra, akik a város védőszentjei. A teret egyébként a béke időpontjára már befejezték, így a kereskedőváros teljes pompájában fogadni tudta Európa hatalmasságait.

### Élete alkonyán
Sebastian Ziani már megválasztásának idejében is idős volt, ezért 1178-ban úgy érezte, hogy lassan lejár az ő ideje, és már nem lenne képes megbirkózni egy Velencét érő nagyobb válsággal. Ezért április 12-én lemondott hivataláról és a San Giorgio Maggiore kolostorba vonult vissza. A legendák szerint már másnap meghalt, de valószínűleg csak jó néhány nap elteltével érte utol a halál.
| Előző uralkodó: II. Vital Michele | Velencei dózse 1172-1178 | Következő uralkodó: Orio Mastropiero |

1. ↑  opac.vatlib.it (angol nyelven)